# Кавтарадзе, Гия
Гия Кавтарадзе (род. 1970, Тбилиси, Грузия) — бывший член Кабинета министров Грузии, министр юстиции Грузии. Юрист по образованию, он занимался юридической практикой в Грузии и работал на ряд как гражданских, так и правительственных организаций. Он свободно говорит на русском, английском и грузинском языках.

## Биография
Кавтарадзе родился в Тбилиси в 1970 году, он изучал международное право и международные отношения в Тбилисском государственном университете, а затем получил степень магистра права в Индианском университете, США. С 1994 по 1998 год он работал на ряд неправительственных организаций в Тбилиси, в том числе Красный Крест, ЮНИСЕФ и ПРООН. С 1998 по 2002 год он работал в Совете юстиции, за исключением восьмимесячного периода, когда он был директором Учебного центра юстиции (некоммерческая организация). На период с 2002 по 2005 год он ушёл из политики, став управляющим партнёром юридической фирмы «Кавтарадзе и партнёры».
Кавтарадзе вернулся в политику в 2005 году, став председателем Центральной избирательной комиссии, в декабре 2005 года он был назначен министром юстиции.